# Хёсле, Витторио
Витторио Хёсле (нем. Vittorio Hösle, род. 25 июня 1960, Милан, Италия) — немецкий философ, ныне работающий в университете Нотр-Дам (США). Автор более трех десятков книг и более сотни статей, посвящённых истории философии, немецкому идеализму, дискурсивной этике и практической философии, а также различным аспектам литературно-художественного творчества. См., в частности: «Система Гегеля» (в 2-х тт., 1987), «Кризис современности и ответственность философии» (1990), «Мораль и политика» (1997), «Вуди Аллен. Опыт о комическом» (2001), «Философский диалог» (2006), «Краткая история немецкой философии» (2013) и др. Наряду с научно-философскими трудами, перу В. Хёсле принадлежат многочисленные научно-популярные и публицистические работы. Среди них наибольшую известность (переведена на 14 языков) получила книга «Кафе мертвых философов» (1997) — философская переписка Хёсле с 12-летней дочерью одного из его друзей (Норой К.).

## Образование, профессиональная и общественная деятельность
В. Хёсле обладает незаурядными лингвистическими способностями. Помимо родных ему итальянского и немецкого, он активно использует английский, испанский, французский, русский и норвежский языки. Сверх того, он пассивно владеет более чем десятком древних и современных языков. Автор переводов классических текстов Раймунда Луллия и Джамбатисты Вико. В. Хёсле изучал философию, общую историю науки, классическую филологию и индологию в университетах Регенсбурга, Тюбингена, Бохума и Фрайбурга. Академическая карьера Хёсле была стремительной: в 1982 году он защитил свою первую докторскую диссертацию, посвящённую истории развития идей от Парменида до Платона, а уже в 1986 году — вторую работу, в которой исследовал гегелевскую философию под углом зрения соотношения субъективности и интерсубъективности. В 1980-1990-х годах преподавал в университетах Тюбингена, Ульма и Эссена, посещал ряд зарубежных стран в качестве приглашенного доцента (США, Швейцария, СССР/Россия, Норвегия, Бразилия, Южная Корея). С 1999 года работает в университете Нотр-Дам в должности профессора гуманитарных наук (сочетая это с научно-преподавательской деятельностью на факультетах немецкого языка, философии и политологии). В 2008—2013 годах занимал пост директора-основателя Нотр-Дамского Института перспективных исследований. Хёсле активен не только в академической, но и общественной сфере. Он — автор многочисленных статей и интервью, посвящённых актуальным общественно-политическим проблемам. Неоднократно готовил аналитические записки для Канцелярии Федерального канцлера Германии, проводил семинары для менеджеров, посвящённые проблемам экологической этики. В настоящее время является экспертом общественного Комитета «За демократическую ООН», активно поддерживает общественно-политическую инициативу «Глобальный план Маршалла». В сентябре 2013 года по приглашению Папы Римского Франциска вошел в состав Папской академии наук в Ватикане.

## Общая характеристика творчества
На становление философских воззрений В. Хёсле существенное влияние оказали системы объективного идеализма (прежде всего Платон и Гегель), а также «трансцендентальная прагматика» Карла-Отто Апеля и этические идеи Ханса Йонаса. Философская позиция Хёсле представляет собой синтез объективного идеализма и теории интерсубъективности. Это включает в себя предположение о существовании синтетического априорного знания, принципиально важного для обоснования этики (позиция «морального реализма»). По убеждению Хёсле, моральные законы не являются простыми физическими, ментальными или социальными «фактами»; они относятся к идеальной сфере бытия, которая отчасти детерминирует и структуры реального мира. Стремление Хёсле оживить и развить принципы классического немецкого идеализма вступает в конфликт с мейнстримовскими субъективистскими тенденциями новейшей философии. В свою очередь, Хёсле усматривает фундаментальный изъян этой философии в отказе от принципа «последнего обоснования» (Letztbegründung). Это, по мнению немецкого философа, ведет к доминированию чисто экономической рациональности в ущерб рациональности этической. Хёсле упрекает современных философов в отсутствии «масштабных синтезов», засилье «секторального мышления», утрате интереса к жгучим проблемам современности, а главное — в неверии в моральные принципы. Такое неверие Хёсле считает следствием возникшего в Новое время принципа субъективности. Данный принцип вытеснил из этики идею Абсолюта (Бога), а вместе с ней — и автономию совести как конечную легитимационную инстанцию. Результатом стала воля к безраздельному господству над природой и фетишизация прогресса. Эти тенденции с необходимостью привели к современному экологическому кризису. «Бездуховность» нынешнего мира обнаруживается в тотальном консюмеризме, при котором человеческая субъективность теряет связь со своими предпосылками в природе и обществе, с «идеальным целым». Хёсле убежден: только философия, которая четко отделяет дух от нововременной субъективности как первопричины экологического кризиса, способна осмыслить этот кризис во всей его метафизической глубине. Наиболее значительный труд В. Хёсле «Мораль и политика» (объемом около 1200 страниц) посвящён исследованию принципов политической морали. В своем magnum opus немецкий философ не только подвергает всестороннему осмыслению принципы политической жизни, но также стремится обосновать политическую этику, которая бы отвечала основным вызовам современности, включая проблематику «третьего мира» и экологического кризиса. Российскому академическому сообществу Витторио Хёсле известен, прежде всего, как большой авторитет в области философии экологического кризиса. Весьма популярны материалы его Московских лекций, прочитанных в Институте философии АН СССР весной 1990 года и вышедшие в свет отдельными книгами с послесловиями Н. В. Мотрошиловой и В. С. Стёпина. Был опубликован русский перевод важнейшей методологической главы из «Морали и политики». В данном фрагменте своего сочинения Хёсле предлагает новое понимание политики и морали, при отклонении некоторых распространенных возражений, выдвигаемых против моральной оценки политического.

## Избранные сочинения

### Немецкие издания
- Истина и история (Wahrheit und Geschichte. Studien zur Struktur der Philosophiegeschichte unter paradigmatischer Analyse der Entwicklung von Parmenides bis Platon). Stuttgart / Bad Cannstatt, 1984. — ISBN 3-7728-0889-1).
- Система Гегеля. (Hegels System. Der Idealismus der Subjektivität und das Problem der Intersubjektivität. 2 Bde. Meiner, Hamburg 1987. — ISBN 3-7873-0705-2, ISBN 3-7873-0706-0).
- Кризис современности и ответственность философии. (Die Krise der Gegenwart und die Verantwortung der Philosophie. Transzendentalpragmatik, Letztbegründung, Ethik. München 1990. — ISBN 3-406-39274-1).
- Философия экологического кризиса (Philosophie der ökologischen Krise. München, 1991. — ISBN 3-406-38368-8).
- Практическая философия в современном мире (Praktische Philosophie in der modernen Welt. München, 1992. — ISBN 3-406-34074-1, ISBN 978-3-406-34074-1).
- История философии и объективный идеализм (Philosophiegeschichte und objektiver Idealismus. München 1996. — ISBN 3-406-39259-8).
- Мораль и политика (Moral und Politik. Grundlagen einer Politischen Ethik für das 21. Jahrhundert. München, 1997. — ISBN 3-406-42797-9).
- Философия и науки (Die Philosophie und die Wissenschaften. München, 1999. — ISBN 3-406-42109-1).
- Дарвин (в соавтор. с Кристианом Илиесом) (Darwin. (zus. mit Christian Illies), Freiburg/ Basel/ Wien, 1999. — ISBN 3-7661-6660-3).
- Вуди Аллен. Опыт о комическом (Woody Allen. Versuch über das Komische. München 2001. — ISBN 3-423-34254-4.).
- Кафе мертвых философов. Философская переписка для детей и взрослых (Das Café der toten Philosophen. Ein philosophischer Briefwechsel für Kinder und Erwachsene. (zus. mit Nora K.), 2. Auflage. München, 2001. -ISBN 3-406-47574-4).
- Философия и общественность (Philosophie und Öffentlichkeit. Würzburg 2003. — ISBN 3-8260-2445-1).
- Толкуя Платона (Platon interpretieren. Paderborn 2004. — ISBN 3-506-71688-3)..
- Философский диалог. (Der philosophische Dialog. München, 2006. — ISBN 3-406-54219-0).
- Разуму — власть: спор между Борисом Гройсом и Витторио Хёсле (Vernunft an die Macht: Streitgespräch zwischen Boris Groys und Vittorio Hösle. Berlin / Wien, 2011. — ISBN 978-3-85132-653-6.).
- Краткая история немецкой философии (Eine kurze Geschichte der deutschen Philosophie. Rückblick auf den deutschen Geist. München, 2013. —ISBN 978-3-406-64864-9).

### Русские издания
- Гении философии нового времени: Лекции в институте философии РАН. М.: Наука, 1992 . — 223 с. — ISBN 5-02-008201-5.
- Философия и экология. М.: Издат. группа АО «Ками», 1994. — 192 с. — ISBN 5-86187-043-8.

#### Статьи
- Интервью с В. Хёсле // Вопросы философии. — 1990. — № 11. — С. 107—113.
- Философия техники Мартина Хайдеггера // Философия Мартина Хайдеггера и современность. — М.: Наука, 1991. — С. 138—154.
- Трансцендентальная прагматика как фихтеанство интерсубъективности // Философская и социологическая мысль (Киев). 1992. — № 2. — С. 455—478.
- Кризис индивидуальной и коллективной идентичности // Вопросы философии. — 1994. — № 10. — С. 112—123.
- Об отношении морали и политики. Часть I. // Политические исследования. — 2013. — № 4. — С. 45-61. — ISSN 0321-2017.
- Об отношении морали и политики. Часть II. // Политические исследования. — 2013. — № 6. — С. 145—157. — ISSN 0321-2017.